# Исландская кухня

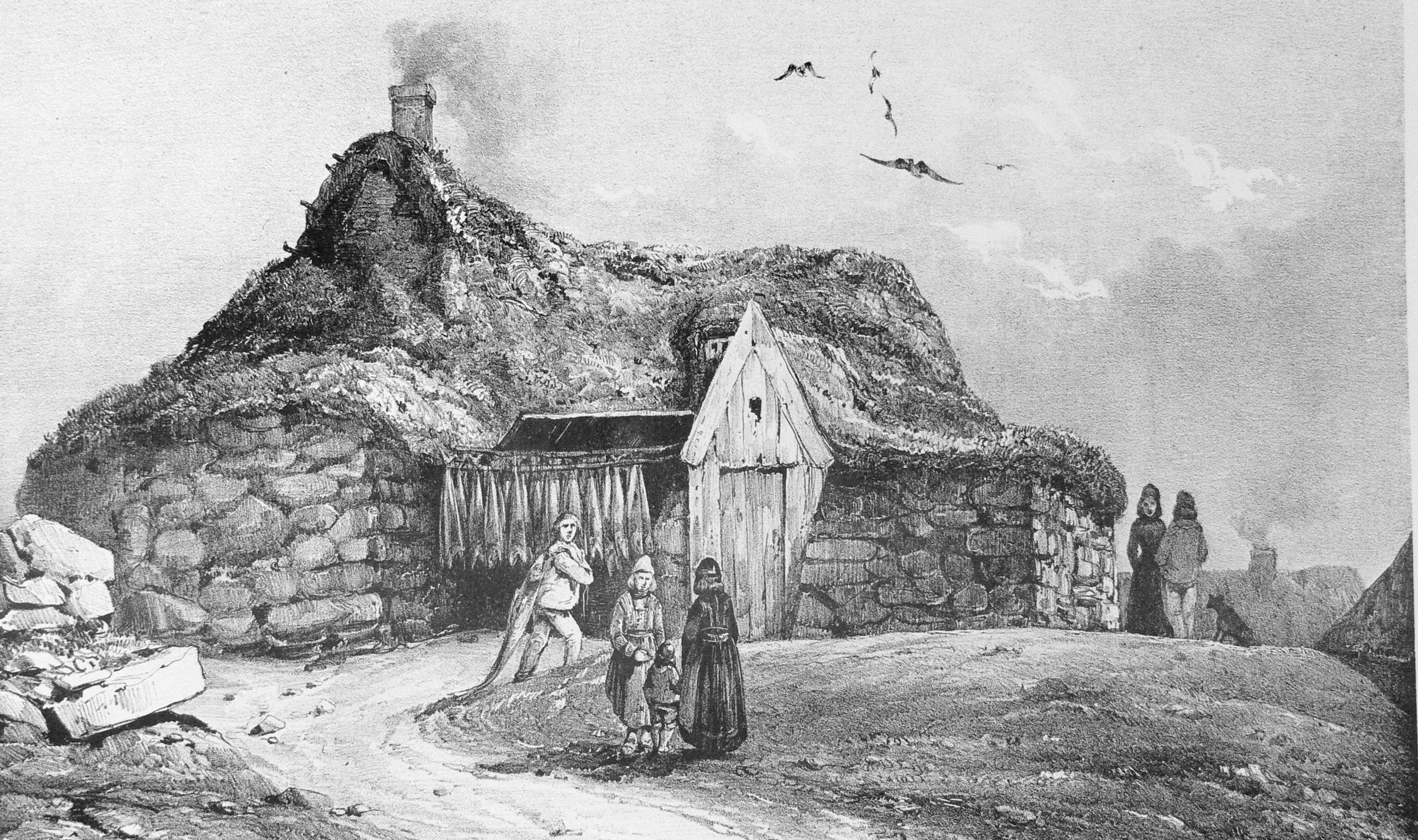
Хижина рыбака в Рейкьявике в 1835 году с рыбой, вывешенной на улице для сушки. Вяленая на ветру рыба остаётся популярной в Исландии.

Исландская кухня (исл. Íslensk matargerð) — национальная кухня Исландии, имеющая долгую историю. Важными составляющими исландской кухни являются баранина, молочные продукты и рыба; последнее связано с тем, что Исландия традиционно была заселена только вблизи побережья. Популярные блюда в Исландии включают скир, хангикьот (копчёную баранину), клейнюр, лёйвабрёйд и бодлюр. Торраматюр — это традиционный фуршет, который подают на зимних фестивалях «Торраблоут»; он включает в себя выбор традиционно вяленых мясных и рыбных продуктов, которые подаются с ругбрёйдом (плотный тёмный и сладкий ржаной хлеб) и бреннивином (исландский аквавит). Ароматы этой традиционной деревенской еды проистекают из способов её хранения. Осуществлялись маринование еды в ферментированной сыворотке или рассоле, сушка и копчение.
Современные исландские повара обычно делают акцент на качестве доступных ингредиентов, а не на вековых кулинарных традициях и способах. Многочисленные рестораны Исландии специализируются на морепродуктах. На ежегодном конкурсе шеф-поваров «Food and Fun» (проводится с 2004 года) участники создают инновационные блюда из свежих ингредиентов, произведённых в Исландии. Предметом гордости является качество мяса ягнёнка, морепродуктов и (в последнее время) скира. К другим местным ингредиентам относятся морские птицы и водоплавающие птицы (включая их яйца), лосось и форель, водяника, черника, ревень, исландский мох, дикие грибы, дикий тимьян, любисток, дягиль и сушёные морские водоросли, а также широкий выбор молочных продуктов.
Из-за истории заселения в суровом климате продукты животного происхождения преобладают в исландской кухне, однако потребление овощей в последние десятилетия значительно возросло, в то время как потребление рыбы сократилось, но всё ещё намного выше, чем в любой другой развитой стране, примерно в четыре раза превышая средний показатель.
Традиционная исландская кухня отличается ограниченностью ресурсов для приготовления блюд, высокой доступностью рыбы и необходимостью длительного зимнего хранения продуктов. Она родственна шведской, датской, норвежской, отчасти — финской и прибалтийской кухне.

## История
Корни исландской кухни следует искать в традициях скандинавской кухни, поскольку исландская культура, начиная с её заселения в IX веке и далее, представляет собой отчётливо скандинавскую культуру с традиционной экономикой, основанной на натуральном хозяйстве. Несколько событий в истории Исландии имели особое значение для её кухни. С обращением в христианство в 1000 году появилась традиция поста и запрет на употребление конины. Более важным с точки зрения сельского хозяйства и продовольствия было начало Малого ледникового периода в XIV веке. Фермеры больше не могли выращивать ячмень и были вынуждены полагаться на импорт любых зерновых культур. Похолодание климата также привело к важным изменениям в жилищном строительстве исландцев и отоплении: длинный дом первых поселенцев с его просторным залом был заменён исландскими дерновыми домами со множеством небольших комнат, включая кухню. Этот тип жилища использовался и в XX веке.
Историки часто упоминают Реформацию, начавшуюся в 1517 году, как переходный период между Средневековьем и ранним современным периодом в истории Исландии. Сельское хозяйство в Исландии продолжало придерживаться традиционных практик с XIV века до конца XVIII века, когда под влиянием эпохи Просвещения были проведены реформы. Торговая монополия, установленная датским королём в 1602 году, оказала определённое влияние на кулинарные традиции. Кухня Дании оказала наибольшее влияние на исландскую в XIX веке и начале XX-го, когда у Дании были тесные отношения с Исландией. В начале XX века экономический бум, основанный на коммерческом рыболовстве и переработке, привёл к медленному переходу от традиционных молочных и мясных продуктов к потреблению рыбы и корнеплодов. Консервированные продукты стали заменяться более свежими ингредиентами.

### Средневековая Исландия

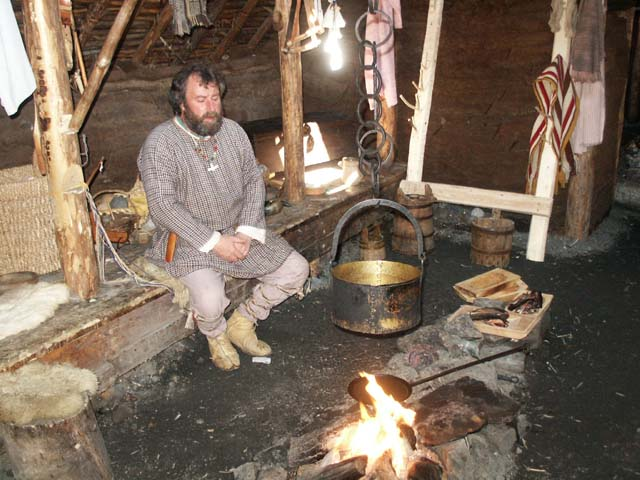
Интерьер воссозданного средневекового длинного дома в Л’Анс-о-Медоуз в Ньюфаундленде

Когда Исландия была заселена иммигрантами из Скандинавии и колониями викингов на Британских островах, они принесли свои способы ведения сельского хозяйства и пищевые традиции скандинавского мира. Исследования показывают, что климат Исландии в Средние века был намного мягче, чем сейчас, и источники сообщают о выращивании там ячменя и овса. Бо́льшую часть этих культур потребляли в виде каши или использовали для приготовления пива. Крупный рогатый скот был преобладающим сельскохозяйственным животным, но фермы также выращивали домашнюю птицу, свиней, коз, лошадей и овец. Поголовье домашней птицы, лошадей, овец и коз, впервые завезённых в Исландию, с тех пор развивалось обособленно, без влияния современной селекции. По этой причине этих животных в Исландии иногда называют «поселенческой породой» или «породой викингов».

#### Методы консервирования

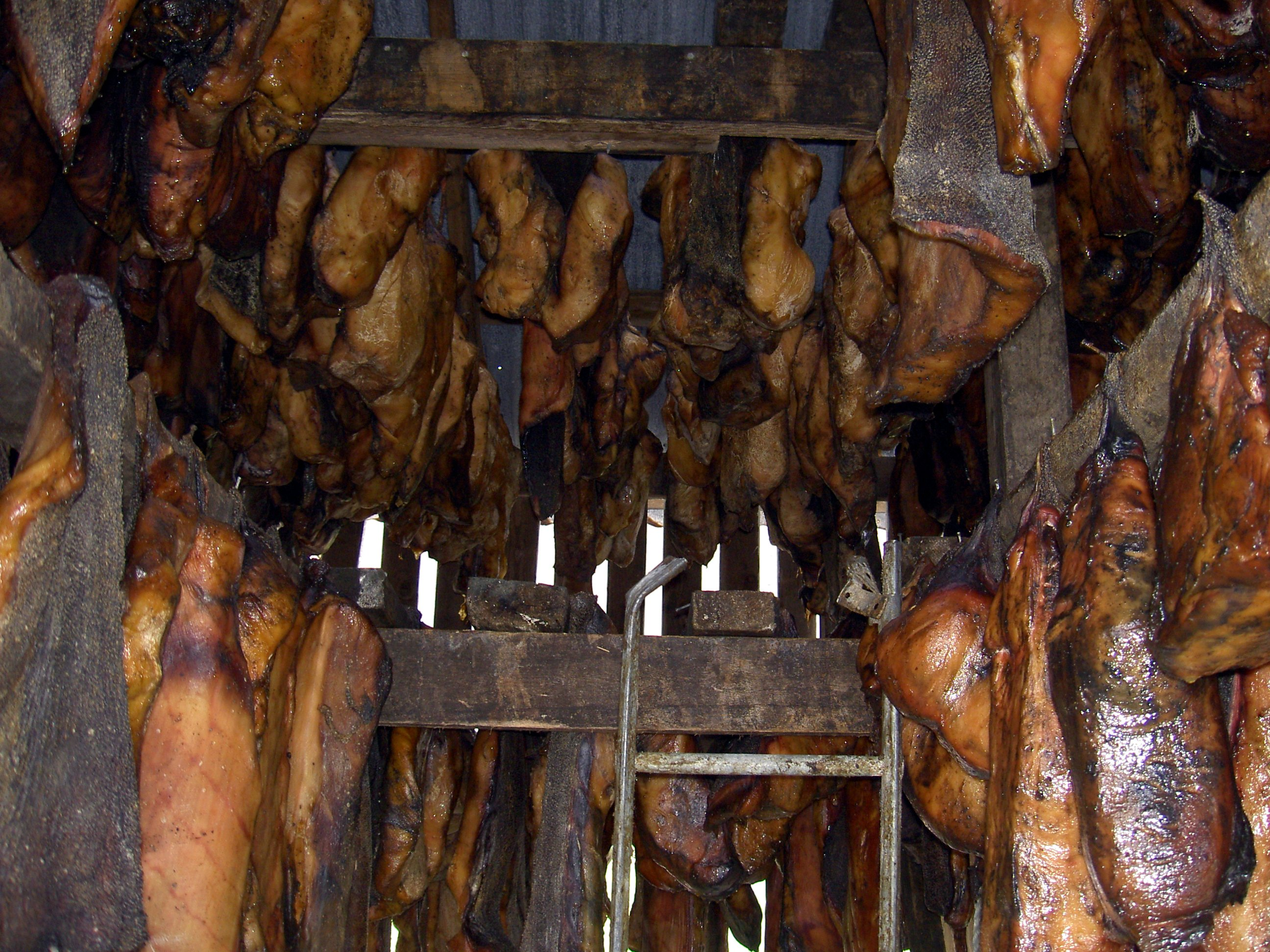
Ферментированная акула, хаукартль, является примером кулинарной традиции, которая продолжается со времени заселения Исландии в IX веке и по сей день.

Древние исландцы хранили рыбу в соли, и до Чёрной смерти Исландия ввозила вяленую рыбу на рыбный рынок в Бергене, однако соли в Исландии было меньше, чем в Норвегии: производство соли, которое в основном производилось путём кипячения морской воды или сжигания морских водорослей, постепенно исчезло, когда в XIV веке чрезмерный выпас скота вызвал нехватку дров в большинстве районов страны. Вместо того, чтобы засаливать, жители Исландии начали консервировать мясо в ферментированной сыворотке. Этот способ был известен также из Норвегии, но не имел там большого значения.
Археологические раскопки на средневековых фермах обнаружили большие круглые ямы в складских помещениях, где хранились бочки с молочной кислотой. Две средневековые истории рассказывают о людях, которые спасли свои жизни в горящем доме, оставаясь погружёнными в бочку с кислотой. Средневековые исландцы использовали ферментацию для консервирования как рыбы, так и мяса — метод, который значительно изменяет вкус пищи, делая её похожей на очень крепкий сыр. Этот метод ферментации до сих пор используется для приготовления мяса акул (см. хаукартль), скатов и сельди. Ферментированные яйца — региональный деликатес, редко встречающийся в наши дни. Осуществлялись также копчение и сушка мяса и рыбы, хотя сушка мяса рассматривалась как нечто вроде средства на крайний случай.

#### Сыр
Сыр в Исландии изготавливался из козьего и овечьего молока, а также коровьего молока. 
Скир — мягкий сыр, похожий на йогурт, который едят ложками — изначально был пищей, привезённой в Исландию из Норвегии. Сегодня он сохранился только в Исландии. Сыворотка, остававшаяся при приготовлении скира, скисала и использовалась для хранения мяса. Вполне вероятно, что преобладание скира в исландской кухне привело к исчезновению других традиций сыроварения в современную эпоху, пока в первой половине XX века не началось промышленное производство сыра. 
Производство сыра было частью фермерства (seljabúskapur), живших в горных хижинах в высокогорье поздней весной. Там фермеры могли отделить козлят/ягнят от их матерей, чтобы подоить взрослых. Они часто делали сыр, ещё находясь в высокогорье.

#### Приготовление пищи и питание

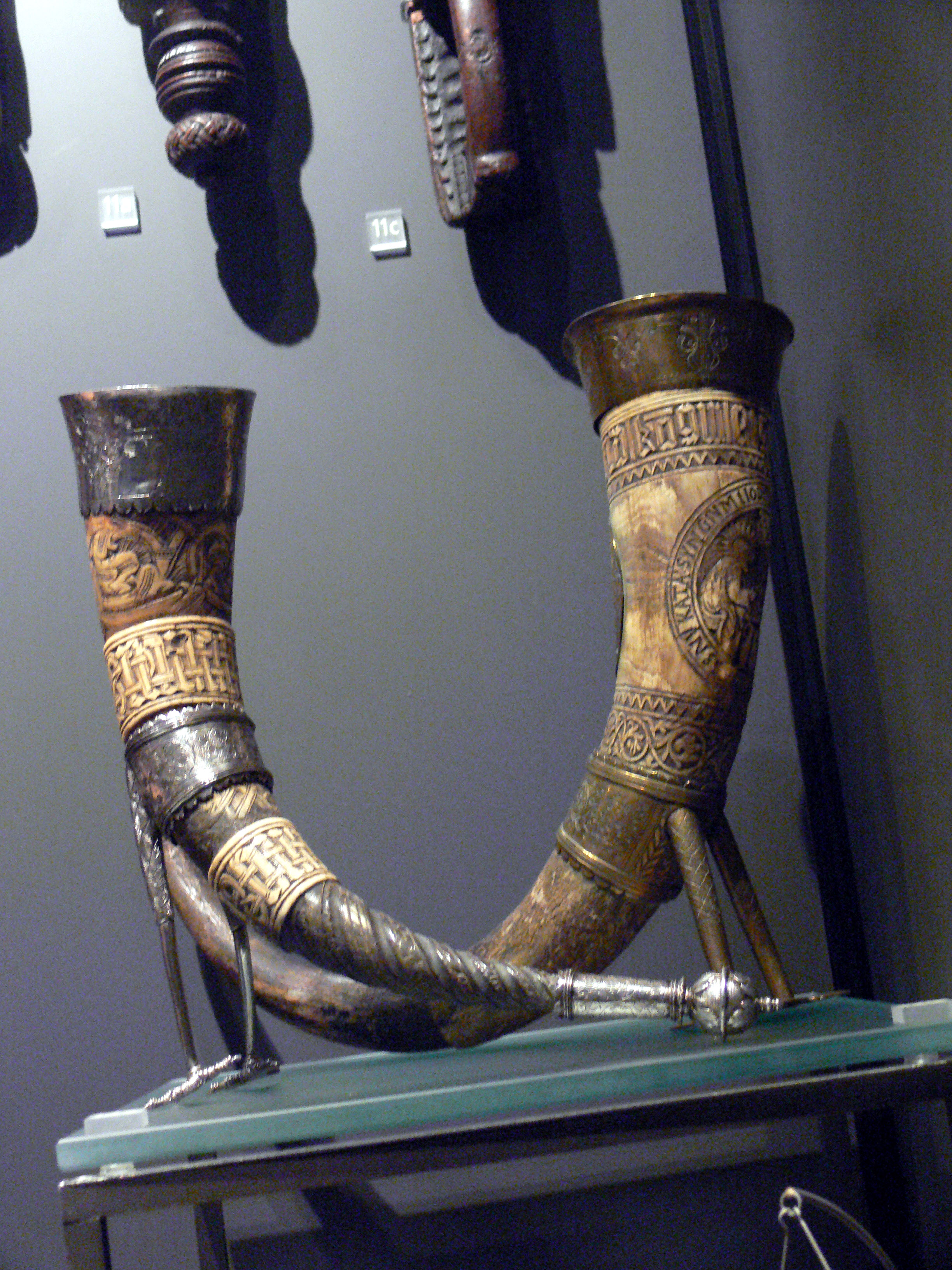
Два исландских рога для питья примерно 1600 года в Датском национальном музее.

Длинные дома первых поселенцев Исландии обычно включали длинный костёр в центре дома для обогрева помещения. Вокруг него в полу были вырыты ямы, которые использовались в качестве земляных печей для выпечки хлеба и приготовления мяса. Женщины клали в яму тесто или мясо вместе с горячими углями от костра и плотно закрывали её на необходимое время. Они кипятили жидкости в деревянных чанах, помещая горячие камни из огня прямо в жидкость (что применялось до наших дней). Низкие каменные очаги окружали огонь, но в основном готовка велась на полу.
В XIV веке начали развиваться исландские дерновые дома, которые постепенно вытесняли длинные дома. В них была кухня с приподнятым каменным очагом для приготовления пищи под названием hlóðir. Похолодание климата во время Малого ледникового периода сделало невозможным выращивание ячменя, и овцы заменили более дорогой крупный рогатый скот в качестве основного домашнего скота. Исландия стала зависеть от импорта всех зерновых культур. Из-за нехватки дров люди использовали в качестве топлива торф, навоз и сушёный вереск.
В средневековой Исландии люди ели два раза в день: обед, или dagverður в полдень, и ужин, или náttverður в конце дня. Еду ели из мисок. Для питья использовались деревянные кружки с откидной крышкой; позже они превратились в выпуклые бочки, называемые askar, используемые для подачи пищи. Высший класс использовал искусно вырезанные рога для питья в особых случаях. Ложки были самой распространённой посудой для еды, сделанной из рога или кости и часто украшенной резьбой. За исключением праздников, когда накрывались столы, люди ели еду с колен, сидя на своих кроватях, которые стояли вдоль внешней стены дома. Помимо обработки урожая, мяса и приготовления пищи, жена фермера раздавала еду семье и друзьям. В более богатых семьях эта роль поручалась специальному дворецкому, которого называли bryti.

### Раннее Новое время
Исландское натуральное сельское хозяйство от Средневековья до XX-го века было ограничено коротким периодом производства (летом) по сравнению с длительным холодным периодом. Помимо случайной дичи, продуктов питания, произведённых в течение трёх месяцев лета (включая консервирование мяса и сыров), должно было хватить на девять месяцев зимы. Исследователи подсчитали, что, основываясь на этих способах существования, Исландия могла бы содержать население численностью около 60 000 человек. На протяжении веков методы ведения сельского хозяйства менялись очень мало, а рыболовством занимались мужчины, используя крючки и лески с гребных лодок, построенных из плавника. Фермерам также принадлежали лодки, поэтому рыбалка ограничивалась периодами, когда рабочие не были нужны для сельскохозяйственных работ. Рыба была не просто пищей, но и торговым товаром: и её обменивали на продукты, привозимые иностранными торговыми судами. Люди зависели от торговли зерновыми культурами, такими как рожь и овёс, которые доставляли в Исландию датские торговцы. До XIX века подавляющее большинство исландских фермеров были арендаторами земли, принадлежавшей исландской землевладельческой элите, католической церкви или (особенно после изъятия церковных земель во время Реформации) королю Дании. Фермеры-арендаторы использовали излишки рыбы, жира и масла, чтобы платить землевладельцу взносы за землю.
Значительные региональные различия в натуральном хозяйстве развивались в зависимости от того, жили ли люди близко к океану или в глубине страны. Кроме того, на севере страны основной период промысла совпадал с осенним периодом сенокоса, что привело к неразвитости рыболовства, поскольку труд был посвящён сенокосу. На юге, напротив, основной период промысла приходился на период с февраля по июль. Некоторые историки описывают тогдашнее исландское общество как крайне консервативное фермерское общество. Из-за спроса на батраков в короткие летние месяцы фермеры-арендаторы и землевладельцы выступали против создания рыбацких деревень. Рыболовство считалось рискованным по сравнению с сельским хозяйством, и альтинги приняли множество постановлений, ограничивающих или запрещающих безземельным арендаторам жить в прибрежных деревнях и заниматься рыбной ловлей.

#### Внешняя торговля

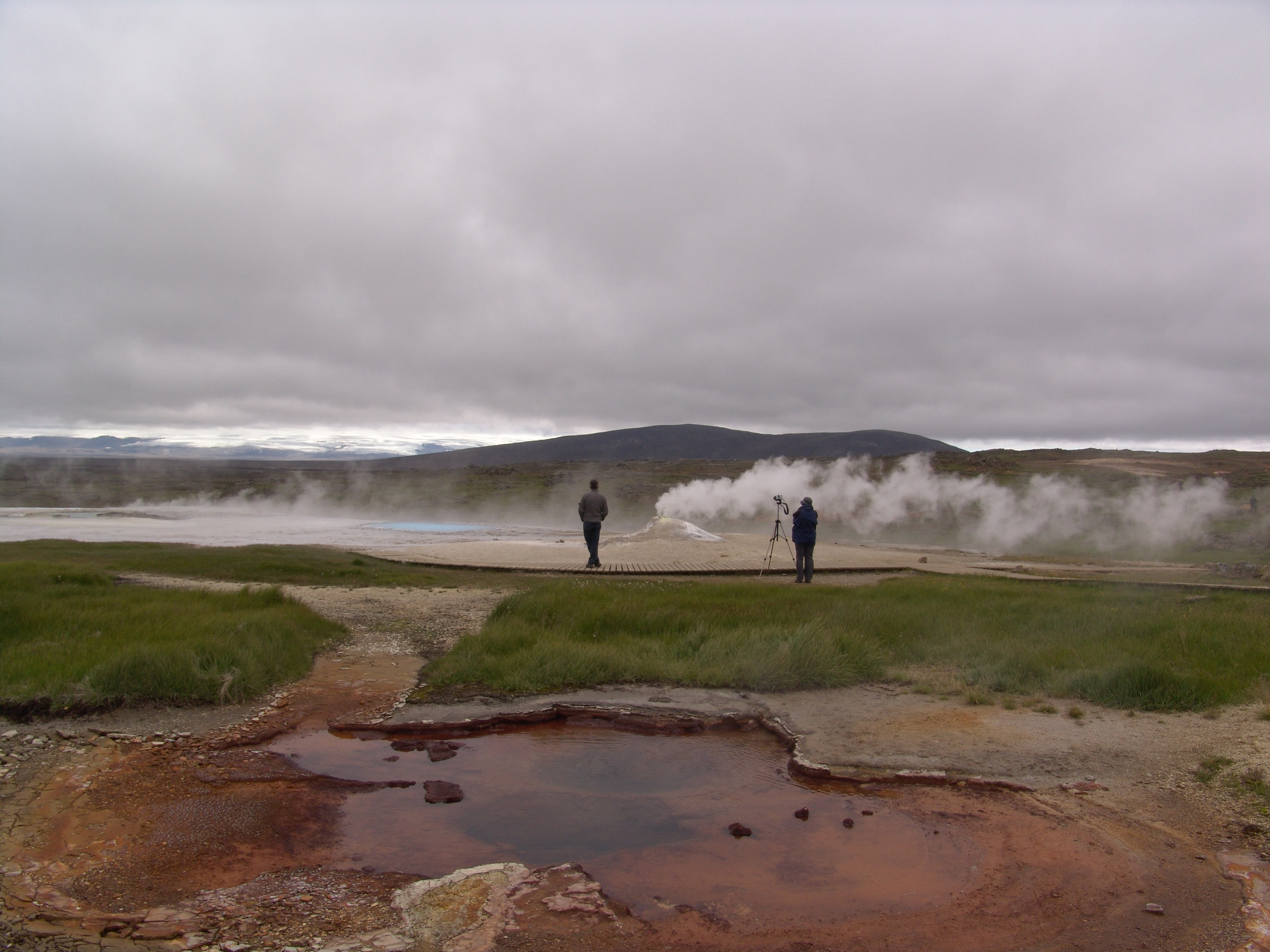
Приготовление яиц и мелкой дичи и даже запекание в горячих источниках — особенность исландской кухни.

Учитывая преобладание натурального хозяйства в Исландии, у ферм отсутствовала специализация и торговля. Как свидетельствуют некоторые исландские саги, внутренняя торговля подозревалась в ростовщичестве ещё с эпохи поселения. Тем не менее торговля с иностранными торговыми судами была оживлённой и жизненно важной для экономики, особенно зерновыми и медом, алкоголем и (позже) табаком. Рыболовные суда из прибрежных районов Европы останавливались за провизией в исландских гаванях и торговали тем, что у них было, с местными жителями. Это включало несвежее пиво, солёную свинину, печенье и жевательный табак, продаваемые за вязаные шерстяные варежки, одеяла и т. д. Время от времени заходили торговые суда из Нидерландов, Германии, Англии, Шотландии, Ирландии, Франции и Испании, чтобы продать свою продукцию — в основном, вяленую рыбу. Корабль изображён на королевской печати Исландии.
В 1602 году датский король, обеспокоенный деятельностью английских и немецких судов в том, что он считал своими территориальными водами, установил торговую монополию в Исландии, ограничив торговлю датскими купцами. От них требовалось регулярно отправлять торговые суда в Исландию с товарами, необходимыми стране В то время как незаконная торговля процветала в XVII веке, с 1685 года правительство ввело более строгие меры для обеспечения соблюдения монополии. В результате исландские фермеры выращивали тип ржи, преобладающий в Дании, и был выведен бреннивин — аквавит, произведенный из ржи. Эти продукты вытеснили другие злаки и пиво.

#### Злаки

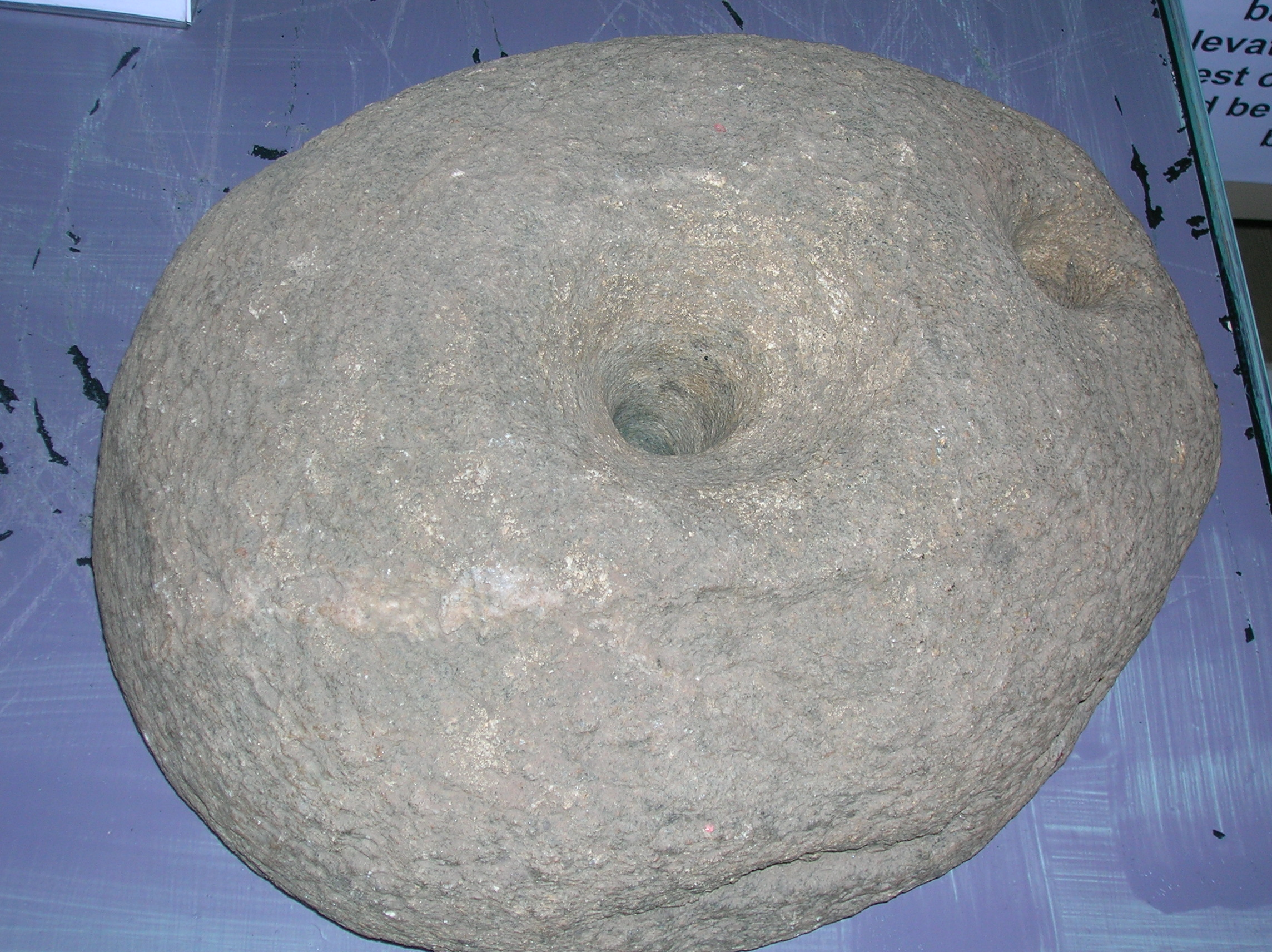
Жернов из Шотландии. Похожие камни использовались в Исландии для измельчения кукурузы в муку.

У простых людей различные виды хлеба считались роскошью, хотя и не были редкостью. Кукуруза, купленная у торговцев, измельчалась с использованием жернова (по-исландски называемого kvarnarsteinn) и разбавлялась сушёными морскими водорослями и лишайниками. Иногда его варили в молоке и подавали в виде жидкой каши. Кашу можно было смешать со скиром, чтобы получился skyrhræringur. Наиболее распространённым видом хлеба был хлеб в горшочке под названием rúgbrauð, тёмный и плотный ржаной хлеб, напоминающий немецкий пумперникель и датский rugbrød, только более влажный. Его также можно испечь, закопав тесто в специальных деревянных бочках в земле рядом с горячим источником и забрав на следующий день. Хлеб, выпеченный таким способом, имеет слегка сернистый привкус. Сушёная рыба с маслом подавалась ко всем блюдам в течение дня, служа той же цели, что и «хлеб насущный» в Европе.

#### Приготовление пищи и питание
С XIV века пищу в Исландии готовили на кухне на каменной плите hlóðir или очаге. Крючки были размещены сверху, чтобы удерживать горшки на нужной высоте над огнём. Печи были редкостью, так как для их обогрева требовалось много дров. Выпечка, обжарка и варка производились в чугунных котлах, как правило, являющихся импортными.
Двухразовое питание в средневековый период было заменено трёхразовым приёмом пищи в раннее новое время; завтрак (morgunskattur) около десяти часов, обед (nónmatur) около трёх или четырёх часов дня и ужин (kvöldskattur) в конце дня. В исландских дерновых домах люди ели, сидя на своих кроватях, которые стояли вдоль всей комнаты. Еду подавали в аскарах — низких и выпуклых деревянных бочках с откидной крышкой и двумя ручками, часто украшенными. Еду подавали ложкой из бочонка, а сухую пищу клали на открытую крышку. У каждого члена семьи был личный аскар для еды, и он отвечал за поддержание его в чистоте.

### Современность

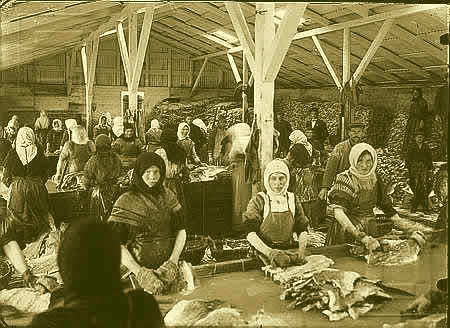
Женщины, производившие вяленую рыбу на экспорт в Рейкьявике в 1910-х годах.

Móðuharðindin, возможно, — величайшее стихийное бедствие, обрушившееся на Исландию после её заселения, произошедшее в 1783 году. Десятью годами ранее был снят запрет на проживание датских торговцев в Исландии, а пять лет спустя торговая монополия была отменена. Некоторые датские торговцы осели в Исландии, а некоторые исландцы сами стали торговцами.
Во время Наполеоновских войн (1803—1815) наблюдалась нехватка торговых товаров, поскольку торговые суда были отвлечены на войну. Вынужденные полагаться на собственные силы, исландцы начали уделять особое внимание производству и потреблению местных овощей, выращиваемых в течение короткого вегетационного периода. В XIX веке национализм и школы для женщин сыграли важную роль в формализации традиционных методов и становлении современной исландской кухни.

#### Датское влияние
Первыми письменными кулинарными книгами, опубликованными на исландском языке в XVIII веке, были сборники датских рецептов. Они были предназначены для того, чтобы познакомить исландцев с кухней высшего класса датско-норвежской унии. Эти рецепты иногда выделяли «простую версию блюда», в которой использовались менее дорогие ингредиенты для рабочих и горничных. Датская кухня повлияла на Исландию задолго до этого через торговлю.
Кроме того, датские купцы, поселившиеся в Исландии после снятия запрета в 1770 году, часто содержали большие домашние хозяйства, для которых было свойственно сочетание датских и исландских обычаев. Рейкьявик, который к концу XVIII века превратившийся в деревню, начал расти и стал центром «плавильного котла» исландских и датских кулинарных традиций. Рыбацкие деревни, образовавшие в XIX веке, были часто расположены рядом с торговыми гаванями, которые ранее представляли собой нечто большее, чем просто естественную гавань и запертый склад поблизости. Датское влияние было наиболее заметно в кондитерском деле, поскольку в этом ремесле было не так много местных традиций. Этнически датские пекари начали работать примерно в начале XX века как в Рейкьявике, так и в Акюрейри. Некоторые датские традиции изготовления кондитерских изделий сохранялись в Исландии значительно дольше, чем в Дании.

#### Овощи
В конце XVII века некоторые фермеры возделывали в Исландии первые огороды, но выращивание овощей не стало обычным делом до начала XIX века, когда Наполеоновские войны привели к тому, что торговые суда держались подальше от острова. Местные датчане, которые принесли с собой традицию огородничества, обычно первыми начинали выращивать овощи. Популярные ранние огородные овощи включали выносливые сорта капусты, репы, брюквы и картофеля. Обычно их готовили в Исландии в качестве гарнира к мясу и рыбе в варёном виде, а иногда — и к пюре с маслом.

#### Школы для девочек
В первой половине XX века по всей Исландии было открыто множество школ домоводства, предназначенных для девочек в качестве среднего образования. В этих школах, во времена националистического рвения, многие исландские кулинарные традиции стали формальными и были записаны учениками. Через несколько лет они были выписаны в большой сборник рецептов. Позднее заострение внимание на гигиене питания и использовании свежих ингредиентов стало новинкой в стране, где кулинарные традиции основывались на сохранении продуктов питания для длительного использования.
Исландская экономика того времени начала расширяться за счёт коммерческого экспорта морепродуктов. Современное поколение отвергло многие традиционные продукты, приняв концепции «свежести» и «чистоты», связанные с морскими ингредиентами, особенно при продаже за рубежом. Во время бума урбанизации в конце 1940-х годов многие исландцы создали местные ассоциации в Рейкьявике. Как братства они возродили некоторые старые кулинарные и другие сельские традиции. Эти ассоциации устраивали также зимние фестивали, где они начали подавать «исландскую еду» — традиционные деревенские блюда, подаваемые в виде шведского стола. Позднее эти мероприятия были названы словом Торраматюр (Þorramatur).

#### Кооперативы
В начале XX века исландские фермеры, живущие недалеко от городов, продавали свою продукцию в магазины и непосредственно домашним хозяйствам, часто по подписке. Чтобы справиться с Великой депрессией в 1930 году, правительство Исландии установило государственные монополии на ввоз различных товаров, включая овощи. Они предоставили региональным фермерским кооперативам, большинство из которых были основаны примерно в начале XX века, монополию на производство молочной и мясной продукции для потребительского рынка. Это означало, что мелкие частные производители прекратили своё существование.
Считалось, что крупные кооперативы были способны добиться эффекта масштаба в сельскохозяйственном производстве. Они вкладывали средства в производственные мощности, отвечающие современным стандартам гигиены пищевых продуктов. Подобные кооперативы по-прежнему преобладают в сельскохозяйственном производстве Исландии и почти не имеют соперников. Они первыми разработали новые способы производства сыра на основе популярных европейских сортов гауда, голубого сыра, камамбера и др. Производство сыра (кроме скира) в Исландии почти исчезло с XVIII века. Кооперативы способствовали развитию производства продукции, особенно молочной: например, они продают сладкие напитки на основе молочной сыворотки и разновидности традиционных продуктов. Одним из них является «Skyr.is» — более сливочный и сладкий скир, который повысил популярность этого старинного основного продукта.

#### Рыбная ловля
Рыболовство в промышленных масштабах с помощью траулеров в Исландии началось ещё до Первой мировой войны. Свежая рыба стала дешёвым товаром и основным продуктом кухни рыбацких деревень по всей стране. Примерно до 1990 года исследования показывали, что исландцы потребляли гораздо больше рыбы на душу населения, чем любая другая европейская нация, однако с тех пор резкий рост цен на рыбу привёл к снижению потребления.

## Виды еды

### Рыба и морепродукты
Исландцы употребляют в пищу рыбу, выловленную в водах северной части Атлантического океана. Свежая рыба доступна круглый год. Исландцы едят в основном пикшу, камбалу, палтуса, сельдь и креветки.

#### Хаукартль
Hákarl (что в переводе с исландского языка означает «акула») — это частично разложившееся, а затем завяленное мясо акулы. Блюдо является частью þorramatur, традиционного фестиваля исландской кухни. Его часто сопровождает бреннивин, местный шнапс.

### Мясо

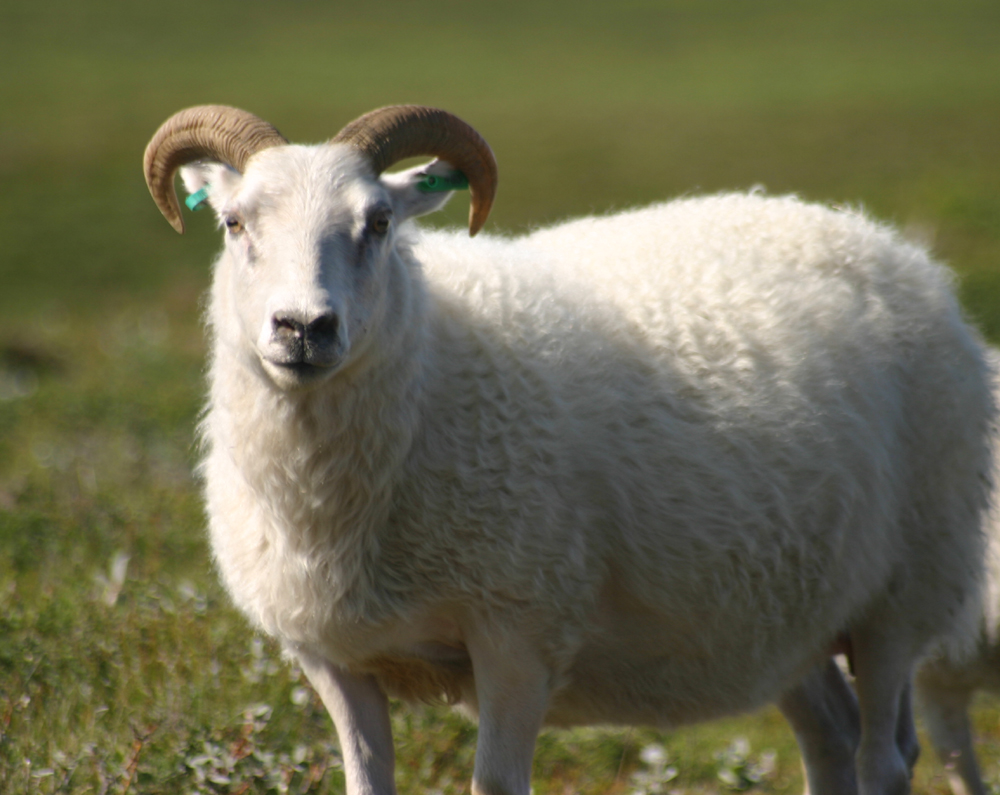
Исландская овца

Традиционно основным источником мяса в Исландии были домашние овцы, самые распространённые там сельскохозяйственные животные. Овцы также использовались для производства молока и шерсти. Когда их забивали (обычно молодых баранов и бесплодных овец), бо́льшая часть туши или туша целиком использовалась для приготовления пищи, которую тщательно консервировали и употребляли. Традиционно в Исландии забивают ягнят осенью, когда им больше трёх месяцев и они достигают веса почти 20 кг. После принятия христианства в Исландии, лошадей ели только в крайнем случае. После середины XVIII века отношение к конине изменилось; она, обычно солёная и подаваемая варёной или в виде bjúgu (разновидности копчёной колбасы) была распространена в Исландии с XIX века.
Исландская говядина — обычно высшего качества, с хорошей мраморностью из-за холодного климата. Исландский крупный рогатый скот питается травой и выращивается без гормонов роста и лекарств. Тем не менее отсутствие традиций употребления в пищу говядины привело к продажам мяса более низкого качества, что вынуждает покупателей проявлять осторожность при покупке.

#### Дичь

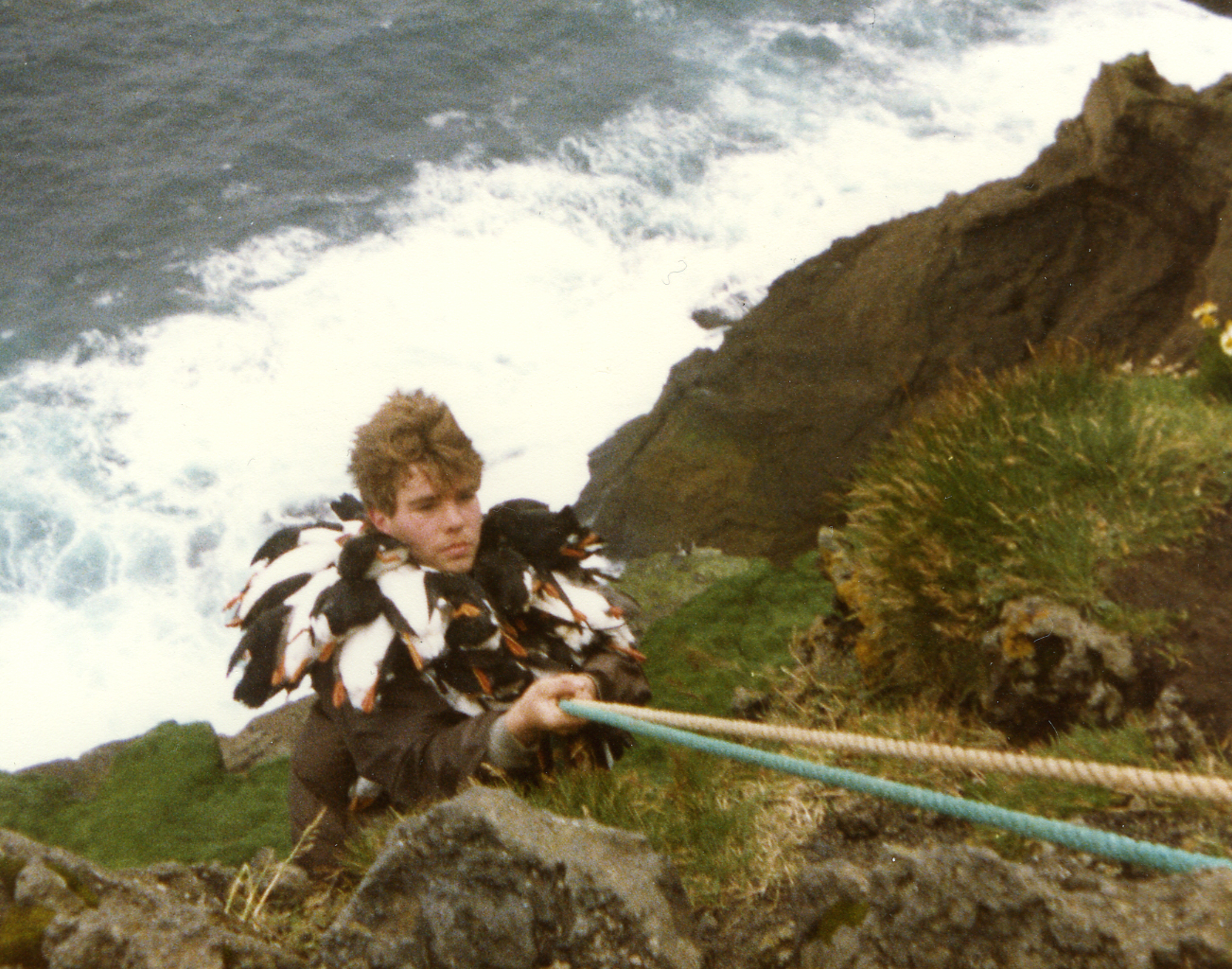
Охотник на тупиков в Вестманнаэйяре

Мелкая дичь в Исландии состоит в основном из морских (тупик, баклан и морская чайка) и водоплавающих птиц (кряква, серый гусь и короткоклювый гуменник). В мясе некоторых морских птиц содержится рыбий жир. Его помещают в таз с молоком на ночь, чтобы извлечь масло перед приготовлением. Куропатки также водятся в Исландии, но охота на них была запрещена из-за резкого сокращения численности с конца XX века. Куропатка, подаваемая со сливочным соусом и джемом, была основным традиционным рождественским блюдом во многих исландских семьях.
Охота на тюленей, особенно на более распространённых морских котиков, была распространена везде, где фермеры имели доступ к местам размножения тюленей. Тюлень считался важным товаром. В то время как баранину почти никогда не ели свежей, мясо тюленя обычно ели сразу, промывая в морской воде или консервировали в течение короткого времени в рассоле. Мясо тюленя больше не употребляется в пищу и редко встречается в магазинах.
Систематический китобойный промысел был невозможен в Исландии до конца XIX века из-за отсутствия океанских судов. На маленьких китов охотились недалеко от берега с помощью небольших гребных лодок, использовавшихся для рыбной ловли. Выброшенные на берег киты также употреблялись в пищу. Исландское слово, обозначающее выброшенного на берег кита, hvalreki, до сих пор используется для обозначения удачи. Когда в начале XX века в Исландии начался коммерческий китобойный промысел (в основном малых полосатиков), китовое мясо стало популярным в качестве дешёвого красного мяса. Его можно приготовить почти так же, как и более дорогую говядину. Когда Исландия вышла из Международной китобойной комиссии в 1992 году, коммерческий китобойный промысел прекратился. В специализированных магазинах всё ещё продавалось немного китового мяса, полученного от мелких китов, выброшенных на берег или случайно попавших в сети. В 2002 году Исландия вновь присоединилась к IWC, и коммерческий китобойный промысел возобновился в 2006 году. Мясо кита снова стало широко доступным, хотя цена выросла из-за высокой стоимости китобойного промысла.
Северные олени были завезены в Исландию в конце XVIII века и живут в дикой природе на вересковых пустошах в восточной части страны. Каждую осень охотники убивают небольшое количество животных. Их мясо продаётся в магазинах и готовится в ресторанах большую часть года. Мясо северного оленя считается особенным деликатесом и обычно стоит очень дорого.

#### Ограничения на импорт мяса

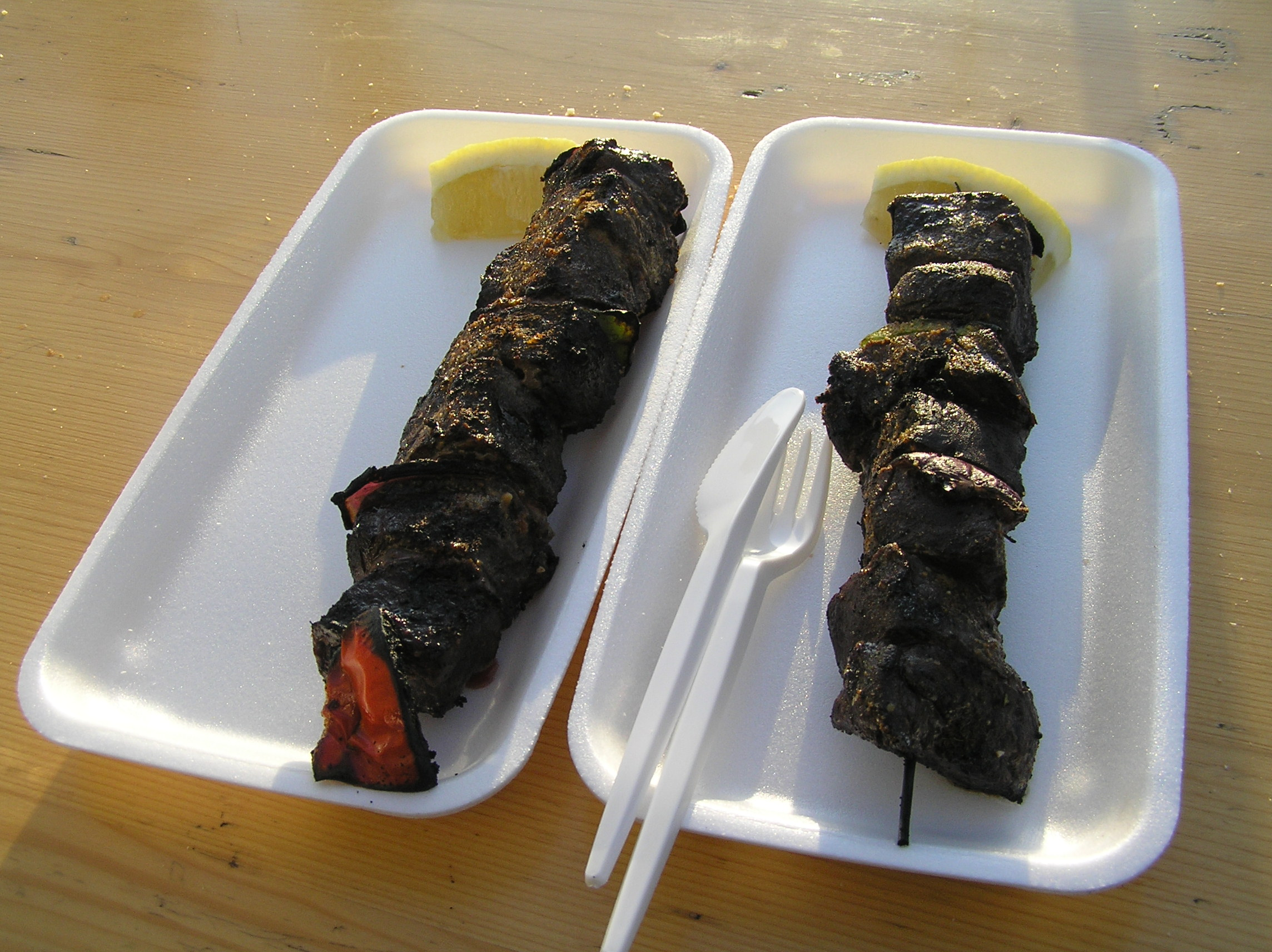
Мясо малого полосатика на палочке в ресторане Sea Baron в районе гавани Рейкьявика, Исландия

Импорт сырого мяса в Исландию строго регулируется и зависит от конкретных лицензий, выданных импортёрам. Из-за изоляции Исландии большинство поголовья домашних животных, выращиваемых в Исландии, не обладают устойчивостью к некоторым болезням, распространённым в соседних странах. По этой причине туристам запрещено ввозить с собой даже вяленую ветчину или колбасу; они изымаются таможенниками. Правительство опасается распространения болезней.

### Молочные продукты
Молочные продукты очень важны для исландцев. Средний исландец потребляет около 400 литров (100 галлонов США) молочных продуктов в год.

### Фрукты и овощи
Производство и потребление овощей в Исландии неуклонно растёт, при этом производство увеличилось примерно с 8000 тонн в 1977 году до почти 30 000 тонн в 2007 году. Холодный климат снижает потребность фермеров в использовании пестицидов. Такие овощи, как брюква, капуста и турнепс, обычно начинают выращивать в теплицах ранней весной, а помидоры и огурцы полностью выращивают в помещении. Исландия зависит от ввоза почти всех видов сладких фруктов, кроме ягод. С начала XX века впервые со Средневековья в некоторых местах снова стало возможным выращивать ячмень для потребления человеком.

### Хлеб и выпечка

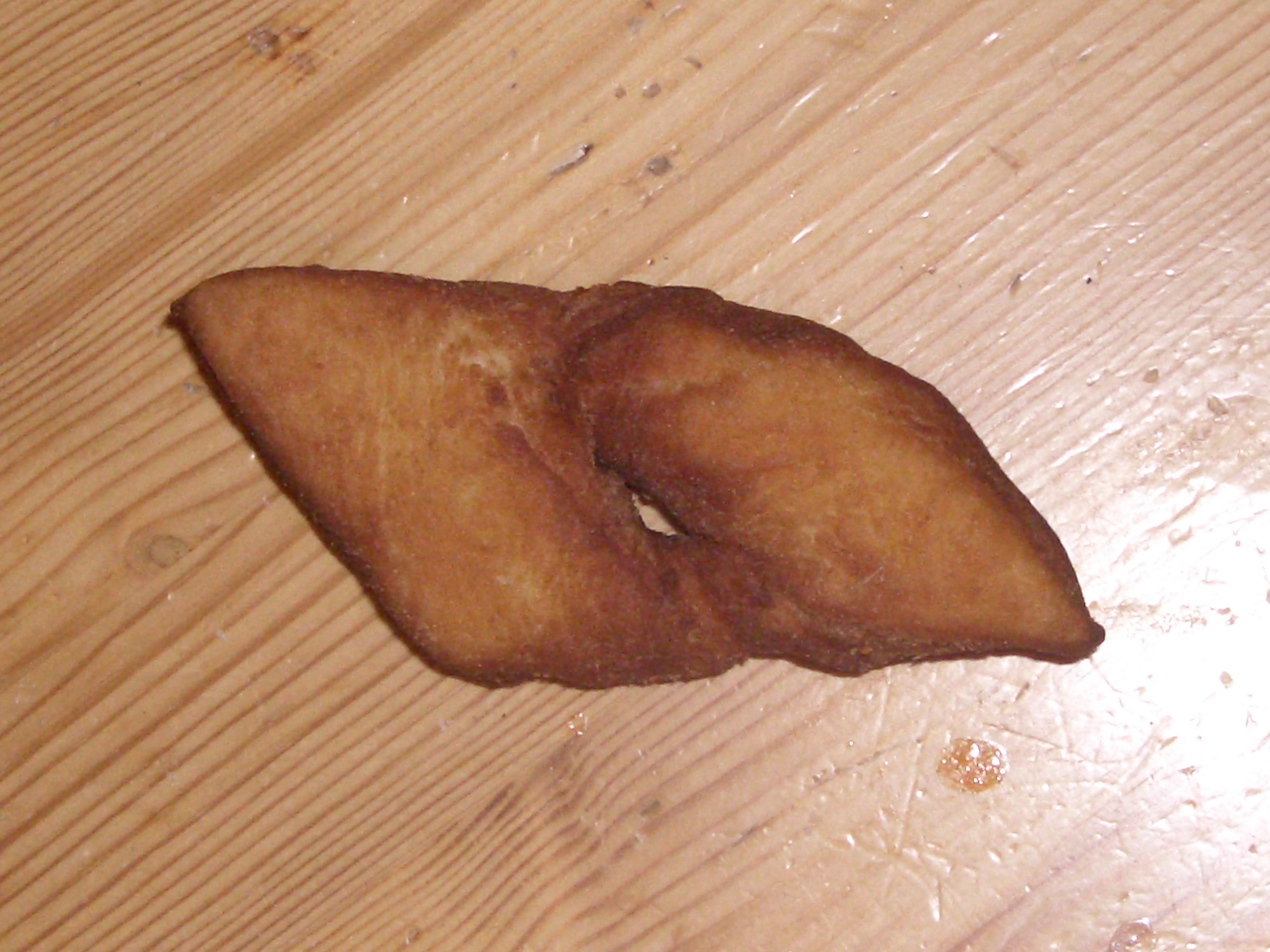
Kleina

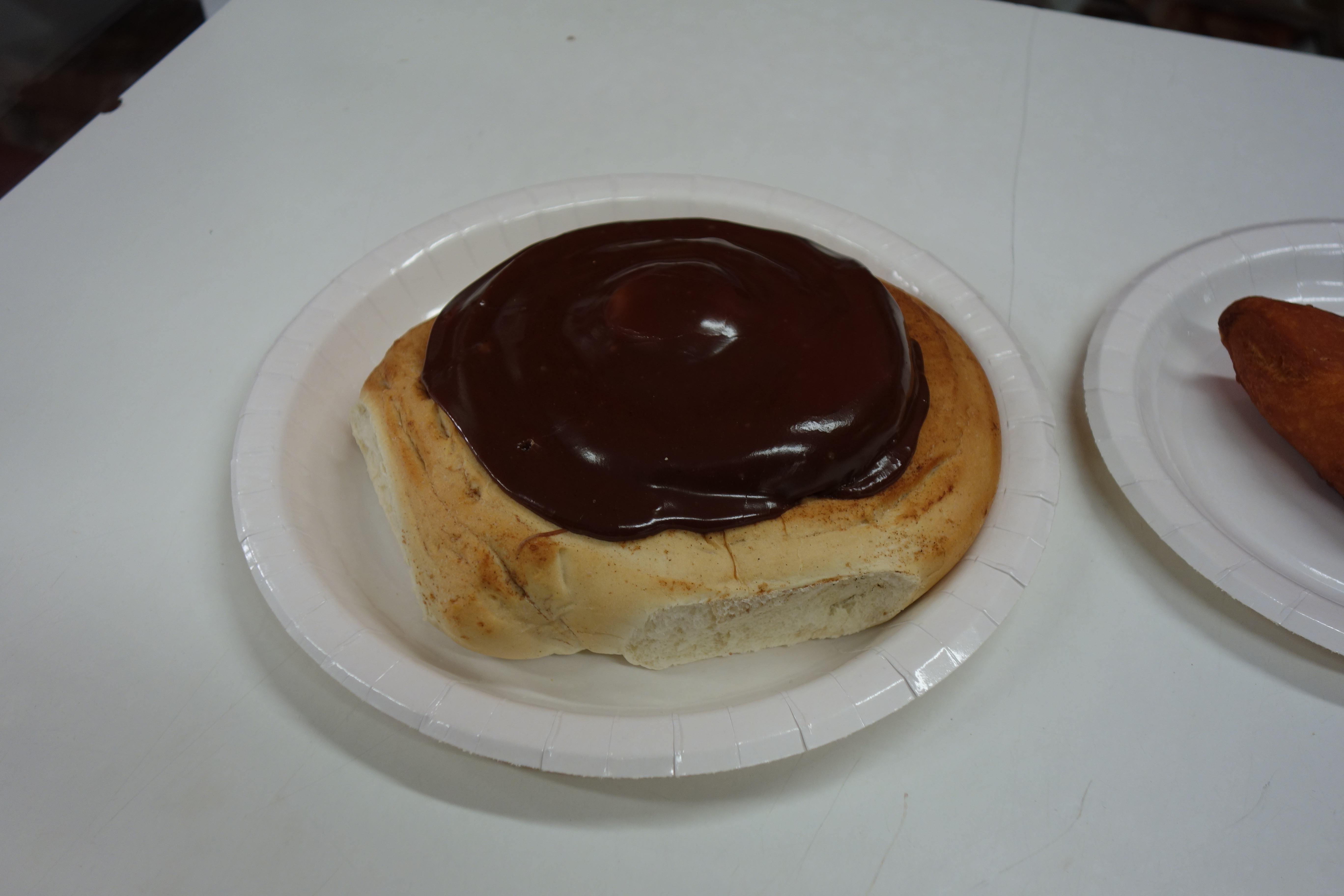
Snúður

Современные исландские пекарни предлагают широкий выбор хлеба и выпечки. Первыми профессиональными пекарями в Исландии были датчане, и это до сих пор отражается в профессиональных традициях исландских пекарей. К давним местным фаворитам относятся snúður — вид булочки с корицей, обычно покрытый глазурью или растопленным шоколадом — и skúffukaka — однослойный шоколадный торт, испечённый на жаровне, покрытый шоколадной глазурью и посыпанный молотым кокосом.
Разнообразные слоёные пироги, называемые randalín, randabrauð или просто lagkaka, были популярны в Исландии с XIX века. Они бывают разных сортов, и все они имеют пять общих слоёв коржа толщиной 1⁄2 дюйма (13 мм), чередующихся со слоями фруктового варенья, джема или глазури. Одна из разновидностей под названием vínarterta, популярная в конце XIX века, со слоями чернослива, стала частью кулинарных традиций исландских иммигрантов в США и Канаде.
Традиционный хлеб, по-прежнему популярный в Исландии, включает rúgbrauð — плотный, тёмный и влажный ржаной хлеб, традиционно выпекаемый в горшочках или специальных коробках, используемых для выпечки в ямах, вырытых возле горячих источников — и flatkaka — мягкие коричневые ржаные лепёшки. Хангикьот обычно подают тонкими ломтиками на flatkaka. К другим видам хлеба относятся skonsur, который представляет собой мягкий хлеб, и пшеничные лепешки Westfjord (Vestfirskar hveitikökur).
Традиционная выпечка включает kleina, небольшую жареную булочку из теста, где тесто сплющивают и разрезают на маленькие трапеции с помощью специального отрезного круга (kleinujárn), затем посередине делается прорезь, после чего один конец протягивают через прорезь, чтобы образовать «узел». Под конец это всё обжаривается во фритюре в масле. Laufabrauð (буквально: «Листовой хлеб») — очень тонкая вафля с узорами, нарезанными острым ножом и зубчатыми режущими дисками и обжаренная в масле хрустящая корочка — это традиционное рождественское блюдо, иногда подаваемая с хангикьотом.

## Праздники

### Рождественские блюда

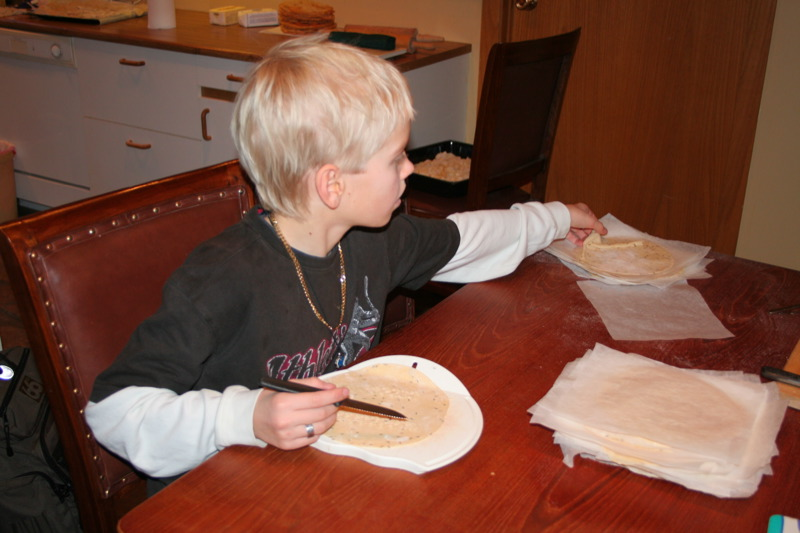
Украшение laufabrauð (листового хлеба) — рождественская традиция во многих исландских домах

В Исландии рождественский ужин традиционно подают в канун Рождества. Традиционными основными блюдами являются хангикьот (копчёная баранина), hamborgarhryggur (солёные свиные рёбрышки) и различные виды дичи, особенно тушёная куропатка, тупик (иногда слегка копчёный) и жареный серый гусь, в тех местах где они доступны. Обычно к ним добавляют бешамель или грибной соус, отварной картофель и горох, маринованную свёклу или краснокочанную капусту и джем. Традиционный десерт — рисовый пудинг с изюмом, посыпанный молотой корицей и сахаром, называемый jólagrautur («Святочный пудинг»).
23 декабря (месса Святого Торлака) существует традиция (родом из Вестфирдира) подавать ферментированных скатов с топлёным жиром и отварным картофелем. Говорят, что кипячение рождественского хангикьота на следующий день после подачи ската рассеивает сильный запах, который в противном случае может оставаться в доме на несколько дней.
За несколько недель до Рождества многие семьи пекут различное печенье, чтобы хранить его для друзей и семьи на протяжении всех праздников. К ним относится piparkökur, вид имбирного печенья, часто украшенный цветной глазурью. Laufabrauð также жарят за несколько дней до Рождества, и для многих это повод для семейных праздников.

### Торраматюр

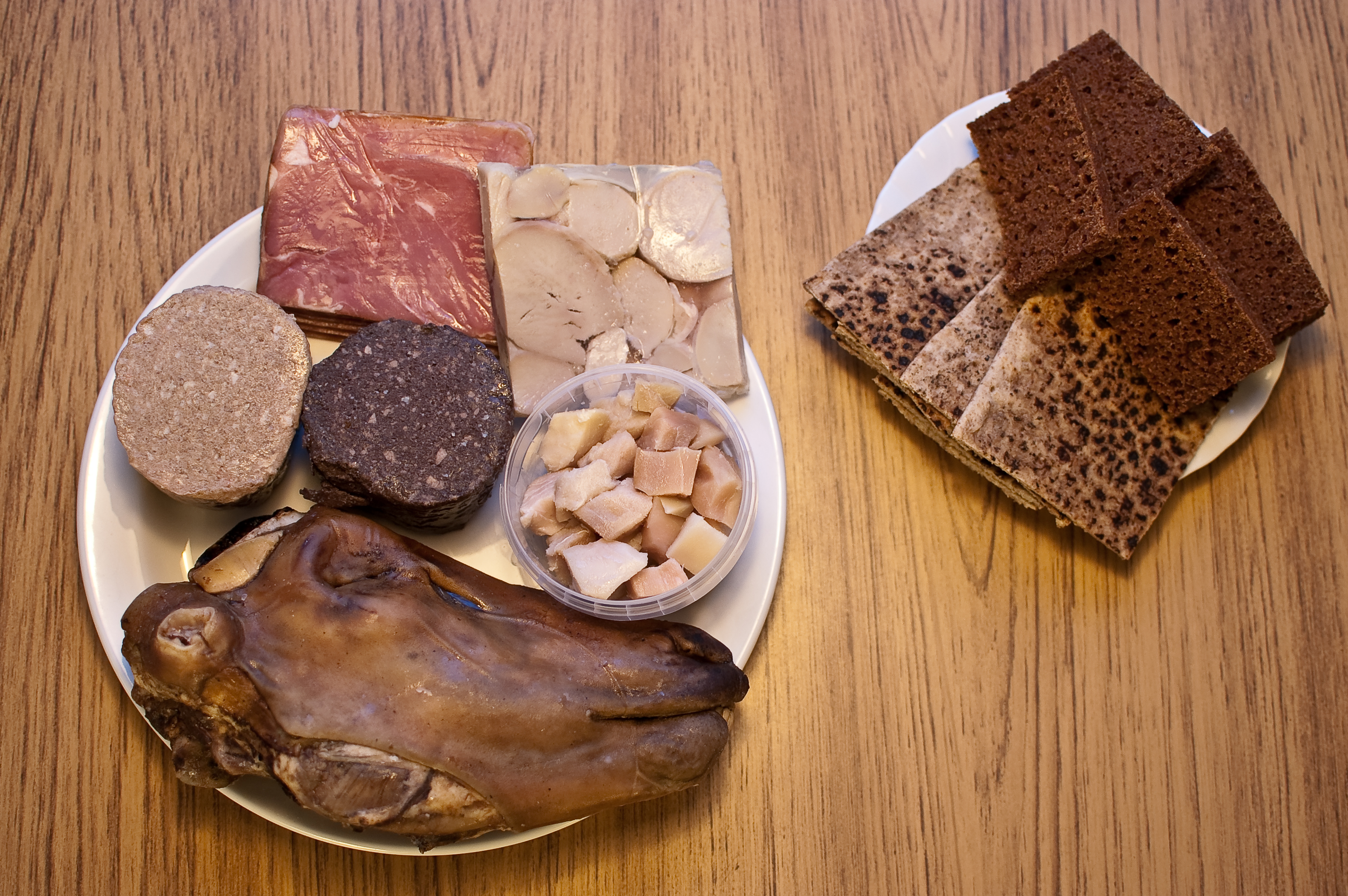
Типичный ассортимент Þorramatur

Концепция Þorramatur была изобретена рестораном в Рейкьявике в 1958 году, когда они начали рекламировать меню с выбором традиционных блюд сельской кухни, связывая его с традицией Þorrablót, популярной с конца XIX века. Замысел стал очень популярным, и у старших поколений вкус предлагаемой еды навевал тёплые воспоминания о детстве или проведении летних каникул в сельской местности до Второй мировой войны и бума урбанизации.

### Дни рождения, свадьбы, крещения
Различные празднования, когда приглашают всю семью на обед или «послеобеденный чай», называются по-исландски kaffi, поскольку на них обычно подают фильтрованный кофе, а не чай. Традиционные блюда на празднованиях включают kransakaka датского происхождения и различные виды brauðterta, похожие на шведскую smörgåstårta с начинкой, например, из креветок, копчёного лосося или хангикьота и большим количеством майонеза между слоями белого хлеба. Излюблены для больших семейных праздников также различные виды бисквитного торта со свежими или консервированными фруктами, взбитыми сливками, марципаном и безе.

## Традиционные исландские блюда и напитки

### Крепкие напитки
- Бреннивин

### Рыбные продукты
- Гравлакс
- Хаукарль
- Хардфискюр

### Мясные продукты
- Свид
- Хангикьот

### Изделия из крови или внутренностей животных
- Грюпаун
- Слаутюр

### Молочные продукты
- Скир

### Десерты
- Винартерта

## Галерея

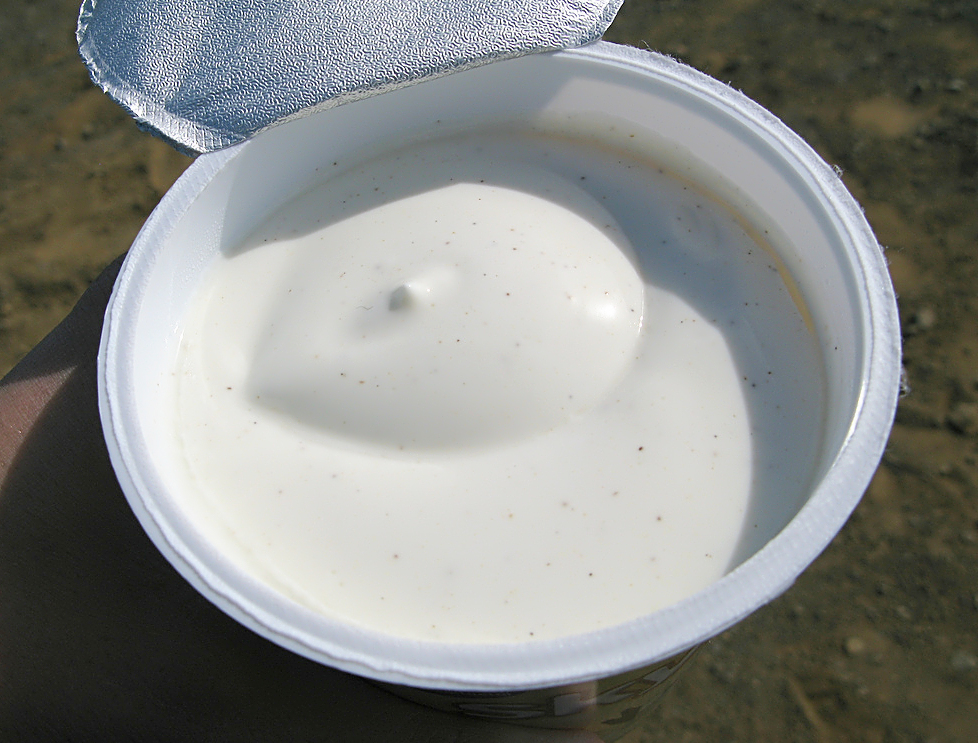
Скир со вкусом ванили (skyr með vanillu)
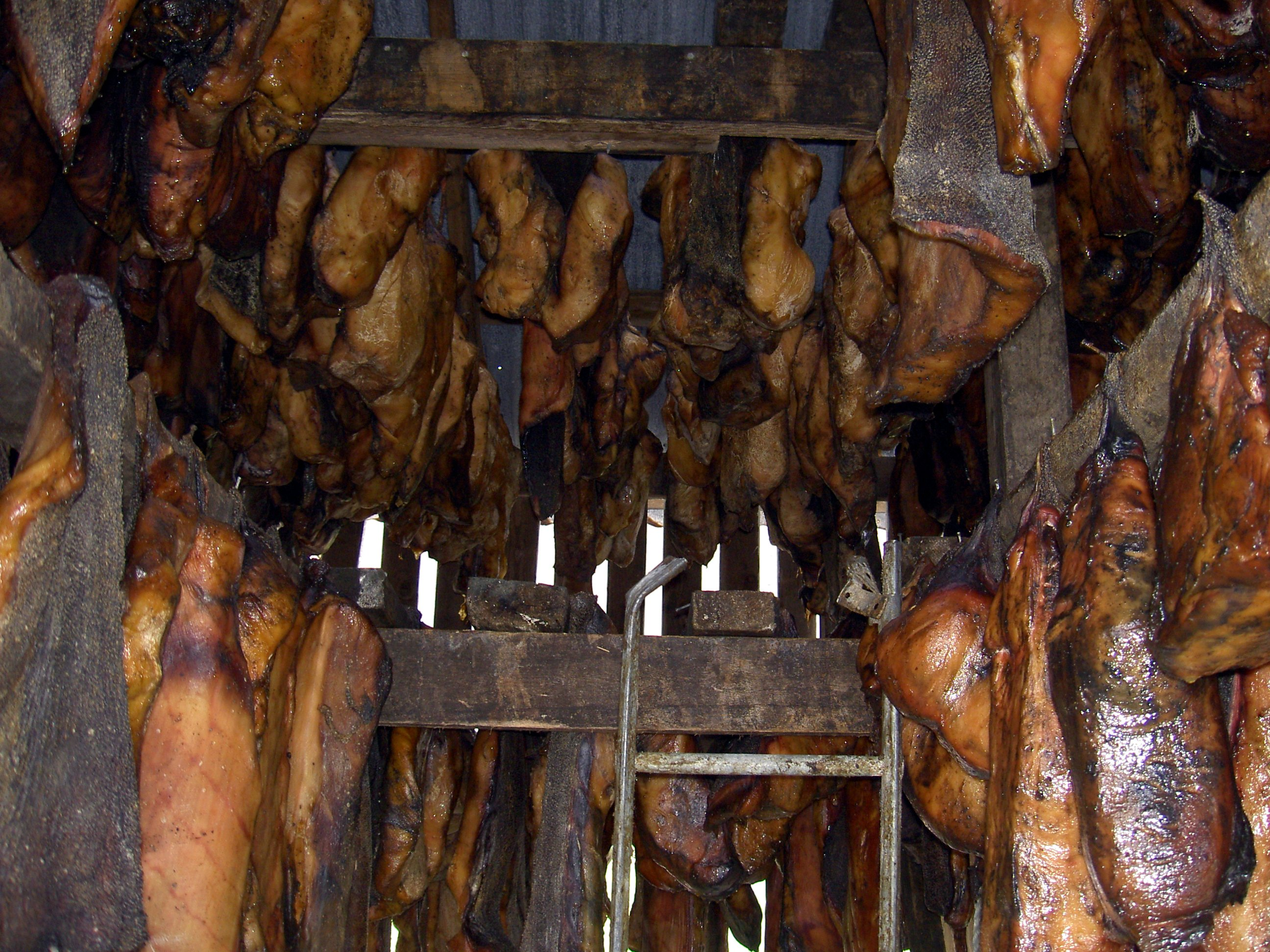
Вялящийся хаукарль
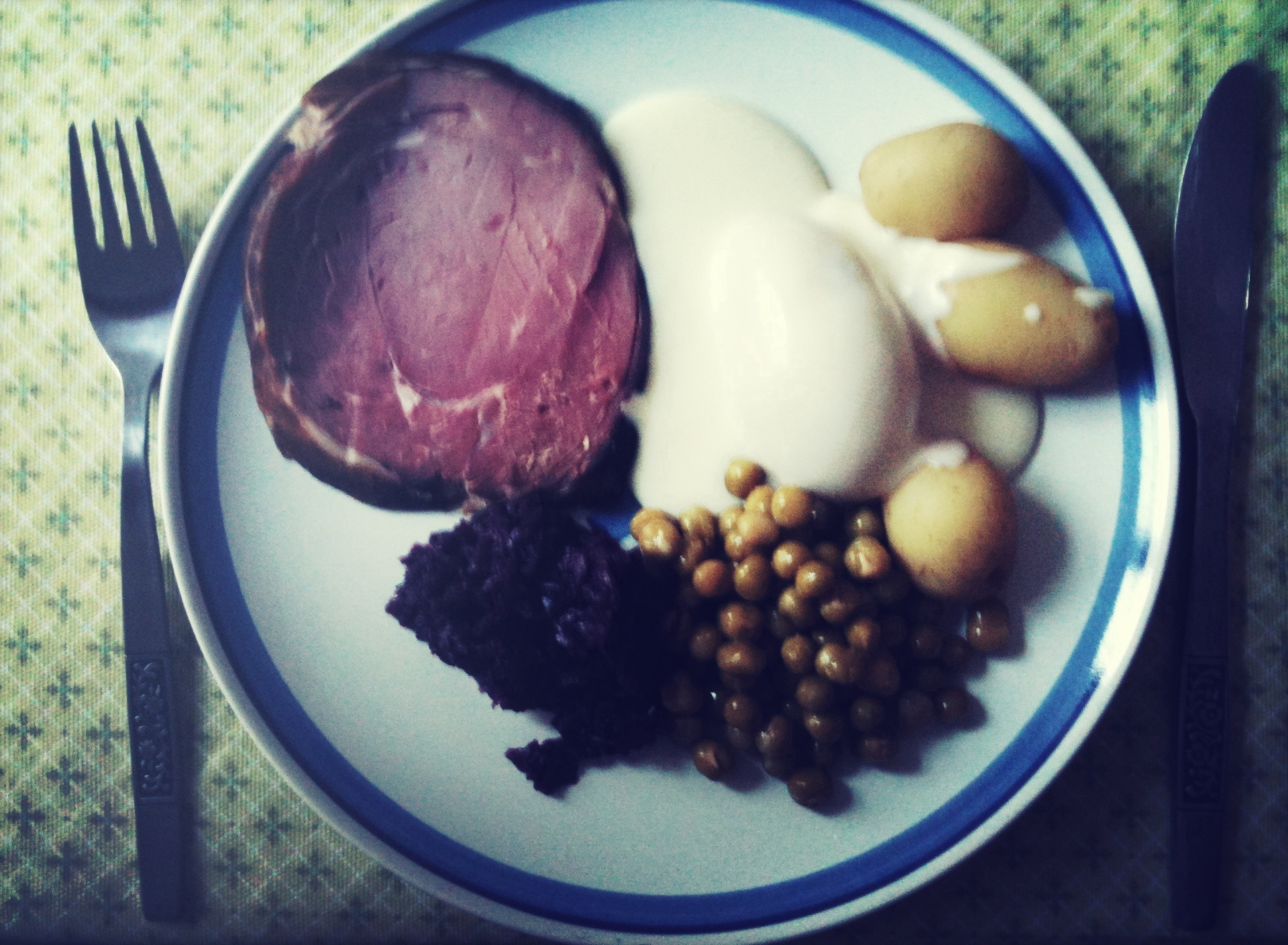
Хангикьот с картофелем и соусом бешамель
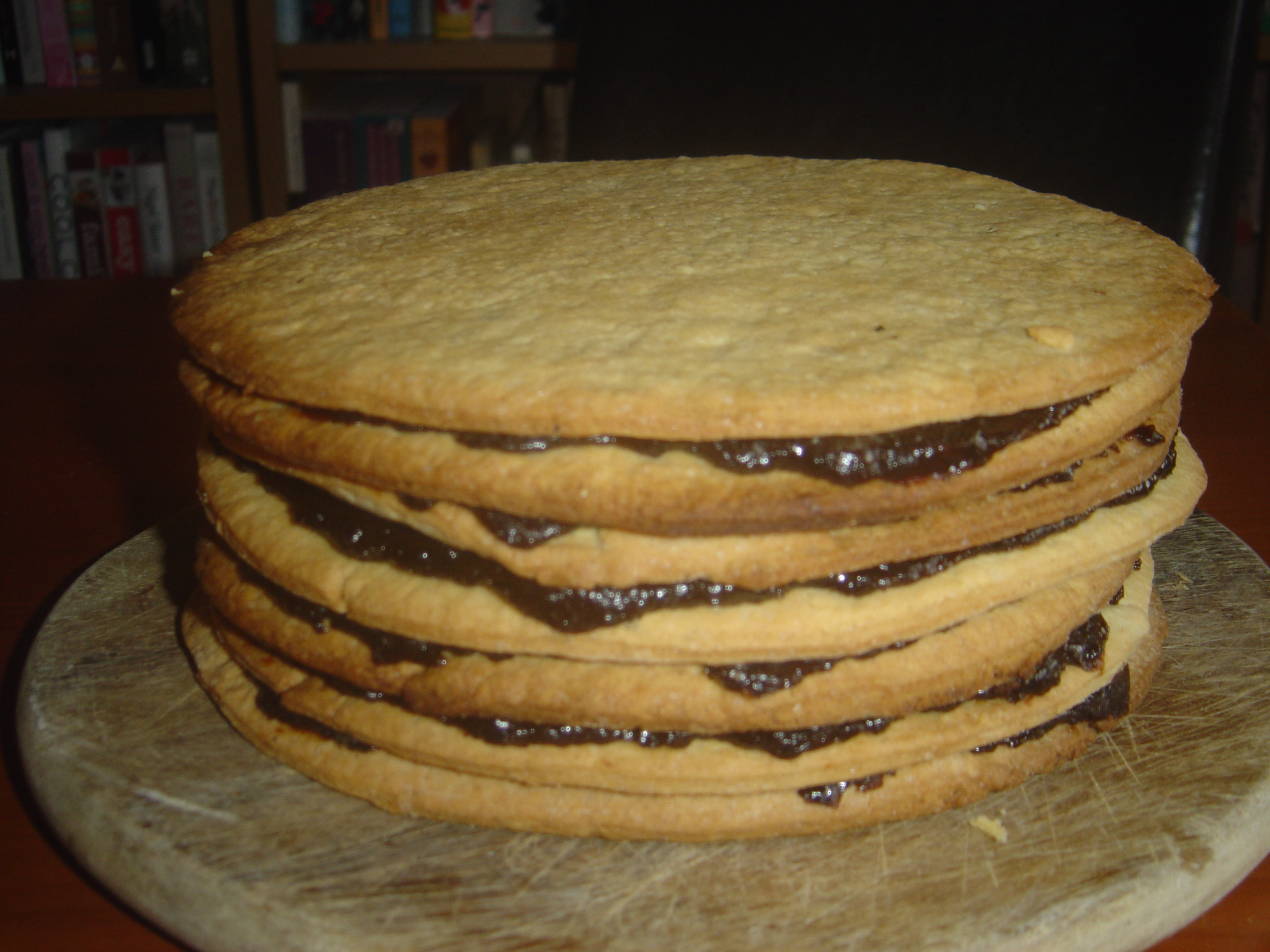
Винартерта, популярный исландский десерт